# Canton de Barrême
Le canton de Barrême est une ancienne division administrative française située dans le département des Alpes-de-Haute-Provence et la région Provence-Alpes-Côte d'Azur.

## Composition
- Lors de sa création, le canton de Barrême regroupait huit communes : Barrême, Saint-Jacques, Saint-Lions, Chaudon, Clumanc, Lambruisse, Tartonne et Bédejun (rattachée à Chaudon-Norante).

- Le canton de Barrême regroupait huit communes :

| Nom                 | Code Insee | Intercommunalité                              | Population (dernière pop. légale) |
| ------------------- | ---------- | --------------------------------------------- | --------------------------------- |
| Barrême (chef-lieu) | 04022      | CC Alpes Provence Verdon - Sources de Lumière | 435 (2014)                        |
| Blieux              | 04030      | CC Alpes Provence Verdon - Sources de Lumière | 59 (2014)                         |
| Chaudon-Norante     | 04055      | CC Alpes Provence Verdon - Sources de Lumière | 186 (2014)                        |
| Clumanc             | 04059      | CC Alpes Provence Verdon - Sources de Lumière | 197 (2014)                        |
| Saint-Jacques       | 04180      | CC Alpes Provence Verdon - Sources de Lumière | 56 (2014)                         |
| Saint-Lions         | 04187      | CC Alpes Provence Verdon - Sources de Lumière | 50 (2014)                         |
| Senez               | 04204      | CC Alpes Provence Verdon - Sources de Lumière | 166 (2014)                        |
| Tartonne            | 04214      | CC Alpes Provence Verdon - Sources de Lumière | 140 (2014)                        |

## Histoire
- Le canton de Senez fut supprimé par le décret n°86-251 du 20 février 1986 mais cette mesure n'entra en vigueur qu'à l'occasion des élections cantonales des 25 septembre et 2 octobre 1988. Des trois communes qui le composaient, Blieux et Senez furent alors rattachées au canton de Barrême et Majastres à celui de Mézel[2].

- À la suite 'n décret du 24 février 2014, le canton a fusionné avec celui de Riez, fin mars 2015, pour les élections départementales de 2015[1].

## Représentation

### Conseillers généraux de l'ancien canton deSenez(1833-1988)
| Période                                  | Période      | Identité                                | Étiquette                           | Qualité                                                  |
| ---------------------------------------- | ------------ | --------------------------------------- | ----------------------------------- | -------------------------------------------------------- |
| 1833                                     | 1842         | Jean Hermelin                           |                                     | Président du Tribunal de Castellane Propriétaire à Senez |
| 1842                                     | 1875 (décès) | Lucien Tartanson (1797-1875)            | Républicain                         | Avocat,avoué, notaire, maire de Castellane               |
| 1875                                     | 1883         | Comte Césaire Léon Amaudric du Chaffaut | Droite                              | Fonctionnaire Député (1871) - Sénateur (1876-1884)       |
| 1883                                     | 1886         | Jules Proal                             | Union républicaine puis Boulangiste | Avocat à Dijon Député (1885-1889)                        |
| 1889                                     | 1901         | Jules Amaudric du Chaffaut              | Droite                              | Maire du Chaffaut                                        |
| 1901                                     | 1919         | Boniface Boni de Castellane             | Républicain Nationaliste            | Député (1898-1902 et 1903-1910)                          |
| 1919                                     | 1940         | Honoré Dozoul                           | Rad.                                | Médecin à Saint-André-les-Alpes                          |
|                                          |              |                                         |                                     |                                                          |
| 1945                                     | 1959         | Ernest Borrély                          | SFIO puis Rad.                      | Journaliste Président du Conseil général (1945-1959)     |
| 1959                                     | 1970         | Fernand Granet                          | PCF                                 | Cultivateur Maire de Senez (1953-1971)                   |
| 1970                                     | 1988         | Marthe Rolland                          | DVD puis RPR                        | Maire de Senez (1971-1989)                               |
| Les données manquantes sont à compléter. |              |                                         |                                     |                                                          |

### Conseillers d'arrondissement du canton de Senez (de 1833 à 1940)
Le canton de Senez faisait partie de l'arrondissement de Castellane jusqu'en 1926.
| Période                                  | Période | Identité                                  | Étiquette | Qualité |
| ---------------------------------------- | ------- | ----------------------------------------- | --------- | --- |
| 1833                                     | 1839    | Pierre Joseph Casimir Raynard (1770-1852) |           | Notaire et suppléant de la justice de paix, maire de Senez                                                  |
| 1940                                     |         |                                           |           | Les conseils d'arrondissement ont été suspendus par la loi du 12 octobre 1940 et n'ont jamais été réactivés |
| Les données manquantes sont à compléter. |         |                                           |           | |

### Conseillers généraux de l'ancien canton deBarrême(1833-2015)
| Période                                  | Période      | Identité                                         | Étiquette                | Qualité                                                                                    |
| ---------------------------------------- | ------------ | ------------------------------------------------ | ------------------------ | ------------------------------------------------------------------------------------------ |
| 1833                                     | 1842         | Louis Michel Roch Alphonse Tartanson (1788-1873) |                          | Notaire à Barrême                                                                          |
| 1842                                     | 1848         | M. Féraud                                        |                          | Propriétaire à Fayence                                                                     |
| 1848                                     | 1852         | M. Castellan                                     |                          | Juge de paix à Barrême                                                                     |
| 1852                                     | 1871         | Jean-Baptiste Fortoul                            |                          | Président du Tribunal civil de Lyon puis Premier Président de la Cour de Poitiers (Vienne) |
| 1871                                     | 1874         | M. Arnoux                                        |                          | Vice-Président du Tribunal de Digne                                                        |
| 1871                                     | 1889 (décès) | Louis Roustan                                    | Républicain opportuniste | Médecin, pharmacien, professeur à l'Ecole de médecine de Marseille                         |
| 1889                                     | 1892         | Charles Tartanson (1847-1933)                    | Républicain              | Avocat                                                                                     |
| 1892                                     | 1902 (décès) | Gustave Cotte                                    | Républicain              | Médecin à Barrême                                                                          |
| 1902                                     | 1940         | Jean Joseph Maurel (1868-1945)                   | PRS                      | Propriétaire agriculteur - Maire de Tartonne                                               |
|                                          |              |                                                  |                          |                                                                                            |
| 1943                                     | 1945         | Frédéric Vellon                                  |                          | Maire de Barrême Nommé conseiller départemental en 1943                                    |
|                                          |              |                                                  |                          |                                                                                            |
| 1945                                     | 1949         | Marie Béraud                                     | PCF                      | Institutrice en retraite, Barrême, veuve de François Béraud                                |
| 1949                                     | 1955         | Léon-Victor Bagarry                              | SFIO                     | Cultivateur à Chaudon-Norante                                                              |
| 1955                                     | 1973 (décès) | Maxime Nègre (1901-1973)                         | RGR                      | Maire de Barrême                                                                           |
| 1973                                     | 1979         | Joseph Girard                                    | PS                       | Maire de Clumanc                                                                           |
| 1979                                     | 1992         | Serge Dho                                        | PCF                      | Maire de Tartonne (1981-1989)                                                              |
| 1992                                     | 2011         | Jean-Marie Gibelin                               | DVD puis PR              | Fonctionnaire à la DDE Maire de Barrême (1995-2008)                                        |
| 2011                                     | 2015         | Bernard Molling                                  | DVG                      | Cadre Maire de Clumanc (1995-2014) Nommé Directeur général des services du département     |
| Les données manquantes sont à compléter. |              |                                                  |                          |                                                                                            |

### Conseillers d'arrondissement du canton de Barrême (de 1833 à 1940)
| Période                                  | Période          | Identité                    | Étiquette | Qualité |
| ---------------------------------------- | ---------------- | --------------------------- | --------- | --- |
| 1833                                     | 1839             | Jean Baptiste Joseph Itard  |           | Notaire à Digne Elu conseiller général du canton de Digne                                                   |
| 1839                                     | 1848             | M. Blanc                    |           | Propriétaire à Clumanc                                                                                      |
|                                          |                  |                             |           | |
|                                          | 1887 (démission) | M. Blanc                    |           | |
|                                          |                  |                             |           | |
| 1907                                     |                  | Auguste Fabre               |           | Propriétaire, maire de Lambruisse                                                                           |
|                                          |                  |                             |           | |
| 1931                                     | 1937             | Frédéric Barbaroux          | SFIO      | Représentant de machines agricoles à Barrême                                                                |
| 1937                                     | 1940             | François Béraud (1880-1945) | PC-SFIC   | Agriculteur à Barrême, secrétaire de la fédération communiste des Basses-Alpes Décédé à Buchenwald          |
| 1940                                     |                  |                             |           | Les conseils d'arrondissement ont été suspendus par la loi du 12 octobre 1940 et n'ont jamais été réactivés |
| Les données manquantes sont à compléter. |                  |                             |           | |

## Démographie
| 1962  | 1968  | 1975 | 1982  | 1990  | 1999  | 2006  | 2011  | 2012  |
| ----- | ----- | ---- | ----- | ----- | ----- | ----- | ----- | ----- |
| 1 275 | 1 183 | 979  | 1 004 | 1 110 | 1 119 | 1 295 | 1 264 | 1 270 |

## Sources